# Бабков, Василий Петрович
Васи́лий Петро́вич Бабко́в (14 апреля 1918 — 8 сентября 2001) — советский военачальник, Герой Советского Союза (23.11.1942). Генерал-полковник авиации (1973), заслуженный военный лётчик СССР.

## Биография

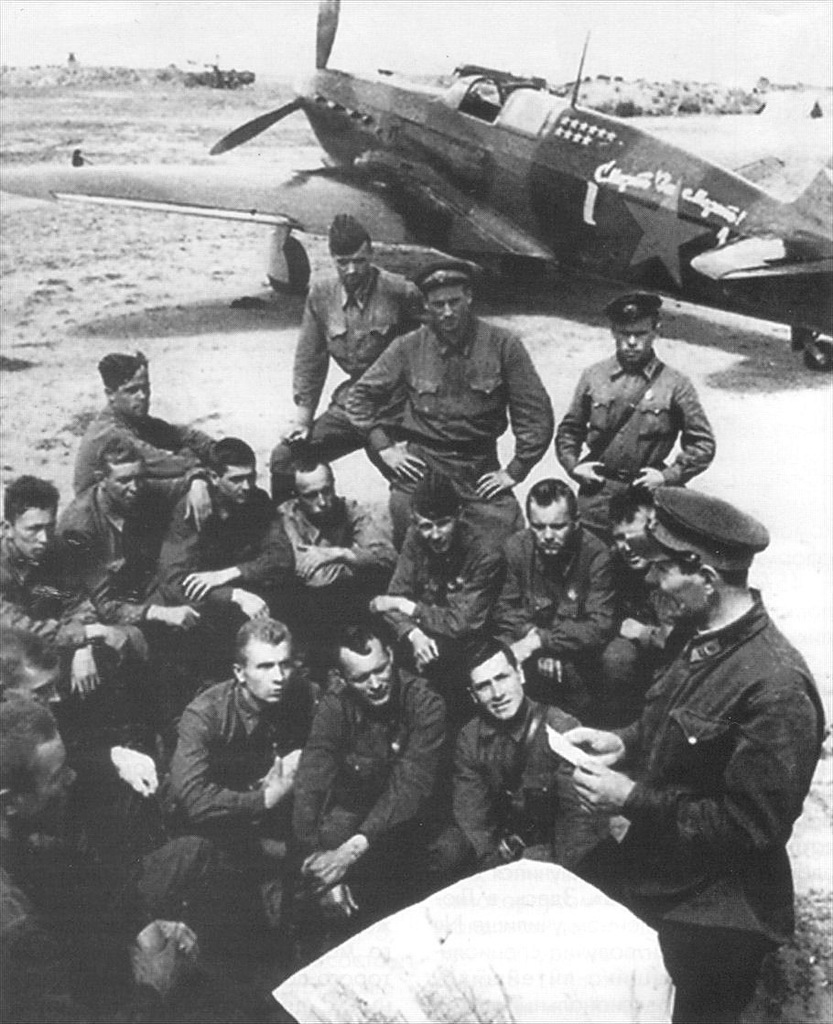
Политинформация в 434-м истребительном авиаполку. В первом ряду слева направо: Герои Советского Союза старший лейтенант И. Ф. Голубин, капитан В. П. Бабков, лейтенант Н. А. Карначенок (посмертно), стоит комиссар полка батальонный комиссар В. Г. Стрельмащук. Июль 1942 г.

Родился 14 апреля 1918 года в селе Большая Екатериновка ныне Кушугум Запорожской области Украины в семье рабочего. Украинец. Окончив семилетку и ускоренный курс ФЗУ, он в 1933—1934 годах работал электриком на заводе «Запорожсталь». После рабфака поступил в электротехнический институт (филиал Днепропетровского института) и одновременно в местный аэроклуб.
В марте 1937 года по призыву ЦК ВЛКСМ В. П. Бабков стал курсантом Борисоглебского училища военных лётчиков. Ввиду уже имевшейся у него лётной практики он окончил это училище за полгода. В должности пилота-старшины получил назначение в Брянскую авиабригаду. Вскоре он был переведён в город Оршу на должность заместителя командира эскадрильи, штурмана эскадрильи.
В 1939 году полк, в котором служил В. П. Бабков на самолётах И-153, освобождал Западную Белоруссию. В период советско-финской войны эскадрилья охраняла небо Ленинграда.
В канун Великой Отечественной войны 123-й истребительный авиационный полк находился в городе Кобрин под Брестом, недалеко от польской границы. Из-за внезапного вероломного нападения противника он понёс тяжёлые потери в технике. Позднее, после перевооружения на ЛаГГ-3, Бабков воевал в 521-м истребительном авиационном полку под Оршей, Вязьмой, Москвой.
В одном из воздушных боёв над Березиной, Бабков на самолёте ЛаГГ-3 сошёлся в лобовую атаку с Ме-110. Фашист с дальней дистанции пушечной очередью зацепил ЛаГГ-3. Осколки фонаря и прицела впились в лицо лётчика. Но мощным залпом Бабков поймал противника на отвороте, и тот взорвался в воздухе.
В одном из разведывательных полётов под Рузой Бабков обнаружил на Волоколамском шоссе большую колонну вражеских танков, направлявшихся к столице. Однако его докладу не поверили. Лётчик был вынужден повторить разведку. Но и на этот раз доклад вызвал у командования сомнение. Тогда Бабков в третий раз поднялся в воздух. Несмотря на сильнейший зенитный огонь, он прошёл на бреющем полёте вдоль танковой колонны и даже запомнил номерные знаки на танках. Его самолёт был буквально прошит зенитными снарядами и загорелся. Лётчик еле дотянул до своего аэродрома, с ожогами лица и рук вывалился из кабины, а самолёт, пробежав с выключенным мотором по инерции ещё несколько метров, взорвался. После доклада о танковой колонне Бабкова отправили в госпиталь.
К началу 1942 года на боевом счету капитана Бабкова уже значилось восемь сбитых фашистских самолётов.
Летом 1942 года в составе 434-го истребительного авиаполка Бабков принял участие в боях на Юго-Западном и Сталинградском фронтах. В один из дней в районе города Калач-на-Дону развернулись воздушные сражения. В них участвовало более сотни истребителей и бомбардировщиков. Командир полка и его заместитель капитан Бабков в этот день несколько раз поднимались в воздух, возглавляя группы лётчиков. За один день было сбито 36 самолётов противника. К августу штурман полка капитан Бабков совершил уже 287 боевых вылетов, провёл 68 воздушных боёв, лично сбил одиннадцать и в группе девять самолётов противника.
Указом Президиума Верховного Совета СССР «О присвоении звания Героя Советского Союза начальствующему составу Красной Армии» от 23 ноября 1942 года за «образцовое выполнение боевых заданий командования на фронте борьбы с немецкими захватчиками и проявленные при этом отвагу и геройство» капитану Бабкову Василию Петровичу присвоено звание Героя Советского Союза с вручением ордена Ленина и медали «Золотая Звезда» (№ 767).
В конце сентября полк, переучившись на Як-7Б, вновь прибыл под Сталинград. Здесь, только в одном вылете 20 сентября, Бабков сбил два Ju-88.
После гибели И. Клещёва майор В. П. Бабков стал командиром полка. С 23 ноября 1942 года по 20 марта 1943 года лётчики полка, ставшего к тому времени 32-м гвардейским, провели 1150 боевых вылетов, сбили 112 самолётов противника, потеряв семь своих товарищей. На посту командира полка Бабкова сменил подполковник В. Сталин.
В. П. Бабков, назначенный в 1943 году командиром 88-го гвардейского истребительного авиационного полка, вооружённого самолётами Ла-5, провёл полк через горнило кровопролитных боёв на Курской дуге, на Днепре, на юге Украины.
В конце войны он становится командиром 5-го гвардейского истребительного авиаполка, который под его началом принял участие в Берлинской операции и боях за Дрезден и Прагу.
Всего он произвёл 465 боевых вылетов, из них 55 штурмовок, 50 разведок, более чем в 100 воздушных боях лично сбил 13 и в группе 10 самолётов противника. Сам был подбит четыре раза и четырежды сажал повреждённую машину в расположение своих войск (под Москвой, Рузой, на Калининском фронте, под Киевом).
В 1945 году В. П. Бабков поступил в Военно-воздушную академию. После окончания академии в 1950 году он был назначен командиром 170-й гвардейской истребительной авиационной дивизии, входившей в состав 24-й воздушной армии в Германии. При обострении ситуации после смерти Сталина соединение было переведёно в Закавказье. Его дивизия считалась одной из лучших в ВВС и первой в строевых частях была перевооружёна на реактивную технику. После окончания в 1956 году Военной академии Генерального штаба Бабков командовал 71-м авиационным корпусом, а в 1960 году был назначен генерал-инспектором Главной инспекции МО СССР. Затем до 1987 года возглавляет Главную инспекцию ПВО. Летал до самой отставки, принятой в 1987 году.
В 1964 году ему присвоено воинское звание генерал-лейтенант авиации, а в 1973 году — генерал-полковник авиации.
В августе 1965 года ему одному из первых в стране было присвоено почётное звание «Заслуженный военный лётчик СССР».
На пенсии, пока позволяло здоровье, В. П. Бабков активно участвовал в работе ветеранской организации, часто выступал в военных и молодёжных аудиториях с воспоминаниями о фронтовых воздушных сражениях. Жил в Москве. Умер 8 сентября 2001 года.
Сын — Василий Васильевич(1946—2006), доктор биологических наук, ведущий специалист ИИЕТ РАН.

## Награды
- Герой Советского Союза (№ 767)
- 2 ордена Ленина
- Орден Октябрьской Революции
- 2 ордена Красного Знамени
- Орден Александра Невского
- 2 ордена Отечественной войны I степени
- 2 ордена Красной Звезды
- Орден «За службу Родине в Вооружённых Силах СССР» III степени
- Медаль Жукова
- Медаль «За боевые заслуги»
- Медаль «В ознаменование 100-летия со дня рождения Владимира Ильича Ленина»
- Медаль «За оборону Москвы»
- Медаль «За оборону Сталинграда»
- Медаль «За победу над Германией в Великой Отечественной войне 1941-1945 гг.»
- Медаль «20 лет победы в Великой Отечественной войне 1941—1945 гг.»
- Медаль «30 лет Победы в Великой Отечественной войне 1941—1945 гг.»
- Медаль «40 лет Победы в Великой Отечественной войне 1941—1945 гг.»
- Медаль «50 лет Победы в Великой Отечественной войне 1941—1945 гг.»
- Медаль «За взятие Берлина»
- Медаль «За освобождение Праги»
- Медаль «Ветеран Вооружённых Сил СССР»
- Медаль «30 лет Советской Армии и Флота»
- Медаль «40 лет Вооруженных Сил СССР»
- Медаль «50 лет Вооружённых Сил СССР»
- Медаль «60 лет Вооружённых Сил СССР»
- Медаль «70 лет Вооружённых Сил СССР»
- Медаль «В память 800-летия Москвы»
- Медаль «В память 850-летия Москвы»
- Медаль «За безупречную службу» I степени
- Заслуженный военный лётчик СССР
- Военный лётчик 1 класса

Иностранные награды:
- Орден Возрождения Польши V степени
- Орден «За боевые заслуги»

## Память

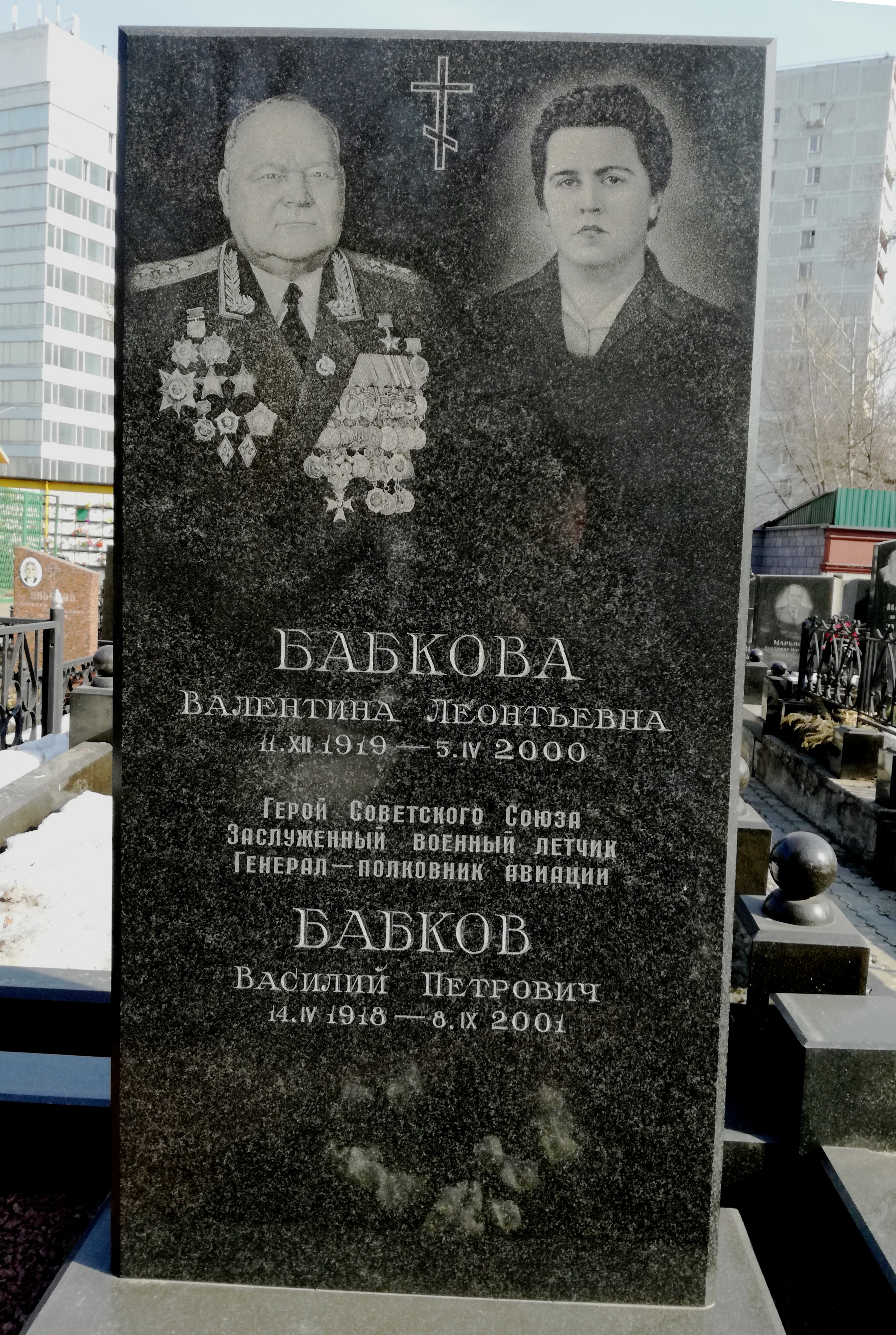
Могила Бабкова на Даниловском кладбище

- Похоронен на Даниловском кладбище в Москве (участок 14э).